# Cladodiptera rufisparsa
Cladodiptera rufisparsa är en insektsart som först beskrevs av Walker 1858.  Cladodiptera rufisparsa ingår i släktet Cladodiptera och familjen Dictyopharidae. Inga underarter finns listade i Catalogue of Life.